# فوزی بشیر
فوزی بشیر (عربی: فوزي بشير رجب بيت دوربين؛ زادهٔ ۶ مهٔ ۱۹۸۴) یک ورزشکار اهل عمان است.
از باشگاه‌هایی که در آن بازی کرده‌است می‌توان به باشگاه ورزشی الغرافه، باشگاه ورزشی الوکره، باشگاه فوتبال الاتفاق عربستان سعودی، باشگاه ورزشی القادسیه کویت، باشگاه ورزشی کاظمه کویت، باشگاه ورزشی بنی یاس، باشگاه فوتبال الظفره و باشگاه فوتبال عجمان امارات اشاره کرد.
وی همچنین در تیم ملی فوتبال عمان بازی کرده است.